# 愛知県立美和高等学校
愛知県立美和高等学校（あいちけんりつ みわこうとうがっこう）は、愛知県あま市篠田五ッ藤にある公立高等学校。ほとんどの生徒が自転車通学をしている。駅から徒歩20分。
校訓「和」の精神を礎として心豊かな人間形成をめざしている。
校章の正円は恵みの太陽と尾張野の広大さを、美は篆書体でその大地にしっかり立つ生徒を表し、全体として本校の校訓「和」（輪）を表現している。
校舎の壁に、旧美和町の町の花「三色スミレ」がスクールカラーのえんじ色でデザインされている。

## 沿革
- 1983年（昭和58年） - 開校。
- 2014年（平成26年） - 定員が240人から280人に増員される。
- 2018年（平成30年） - 定員が280人から240人へ減員される。
- 2021年（令和3年） - 定員が240人から200人へ減員される。市や商工会、NPO法人、社会福祉協議会、大学、同窓会など、連携する団体と定期的に話し合う場美和高校地域連携センター『美和高マインド』を設立。地域密着型の学校となる。
- 2022年（令和4年） - 「県立高等学校再編将来構想」に基づいて、地域の教育ニーズ対応した連携型中高一貫校となることが決定。
- 2024年（令和6年） - 本館棟の改修工事完了。名古屋学院大学と「高大連携プログラム」に関する協定締結。文化祭で後夜祭が行われ、花火があがった。
- 2025年（令和7年） - 地域探究科が開設。また、体育館・武道場にエアコンが設置され、冷暖房完備となった。
- 2026年（令和8年） - 連携型中高一貫校になる予定。

## 部活動

### 運動部
- 陸上競技部
- サッカー部
- 硬式野球部
- ハンドボール部
- バレーボール部
- テニス部
- 卓球部
- バスケットボール部
- 剣道部
- 柔道部
- 弓道部

### 文化部
- ブラスバンド部
- 地域活動部
- 茶道部
- 華道部
- 美術部
- 写真部
- ESS部

## 交通アクセス
- 名鉄津島線：「木田駅」から南へ約1.5キロ。
- 名古屋市営地下鉄東山線：「中村公園駅」より名鉄バスで「安松」バス停から北へ約1.2キロ。
- あま市巡回バス：「七宝焼アートヴィレッジ」バス停から西へ約300メートル。

## 著名な出身者
- 平野信孝（元男子バレーボール選手日本代表、指導者）
- 竹内栄治（声優）
- 伊藤善則（プロゴルファー）
- 佐倉ユキ（歌手）